# Houba komínová
Houba komínová (Aplysina aerophoba) je mořská houba žijící ve Středozemním moři a při pobřeží Afriky od Kapverd po Kanárské ostrovy a západní část Guinejského zálivu.

## Popis
Vytváří širokou bázi, ze které vyrůstají nepravidelné komínovité výběžky s plochým vrcholem, na kterém ústí osculum. Výběžky jsou 3–4 cm vysoké a mají 1–2,5 cm v průměru. Na omak je houba slizká, gumové konzistence. Celý živočich je jasně žlutý.
Houba komínová má leukonový typ těla, zpevněný sponginovou síťovitou kostrou. Jehlice sponginu, které pronikají na povrch houby, zde tvoří tužší, hmatatelné kuželovité výběžky.
Žije v mělkých, osluněných vodách do 20 m hloubky. Při vytažení z vody rychle mění barvu, nejprve zezelená a pak zčerná. Tato vlastnost jí dala vědecké druhové jméno, aerophoba znamená „mající strach ze vzduchu“.

## Galerie

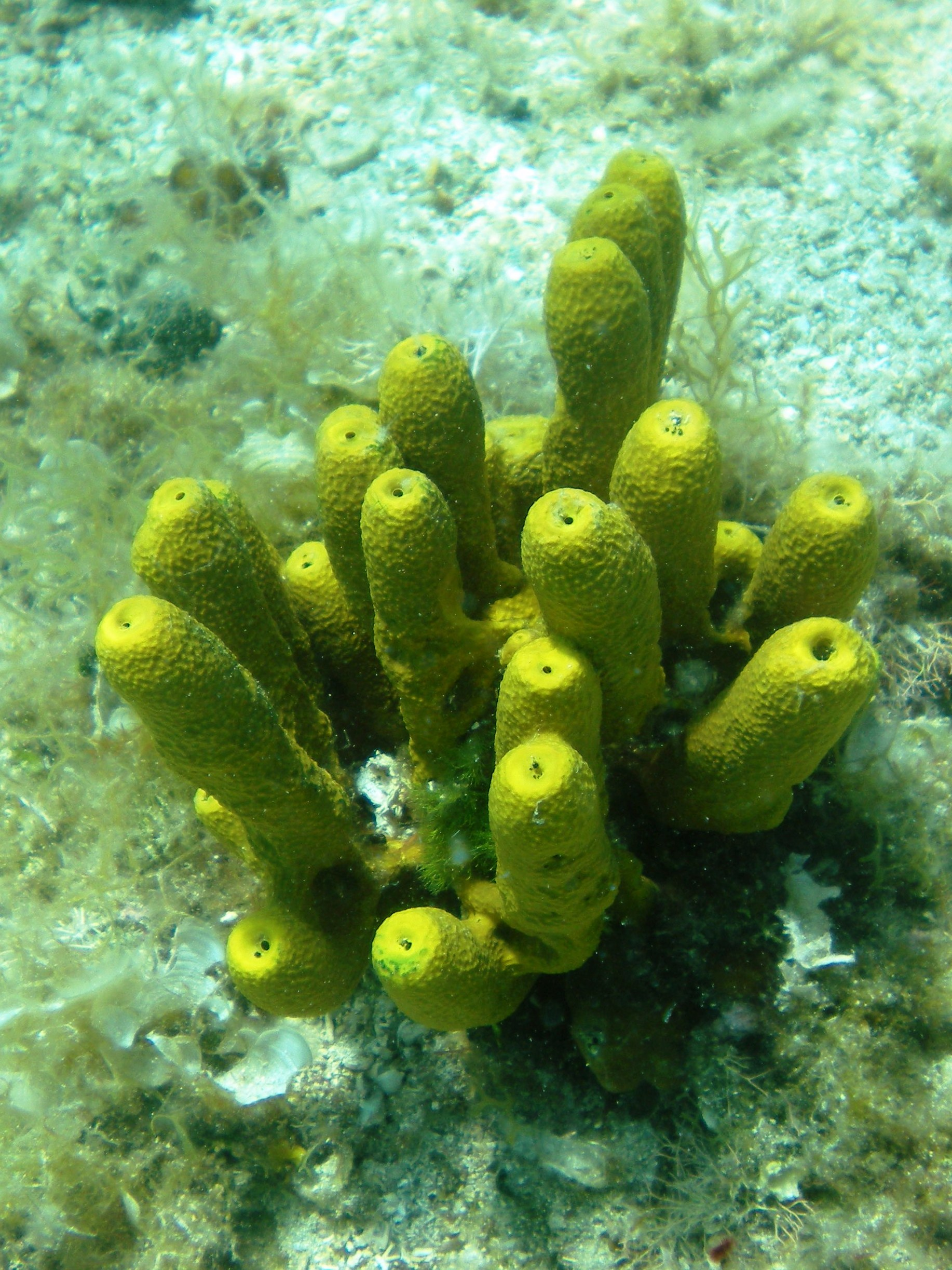
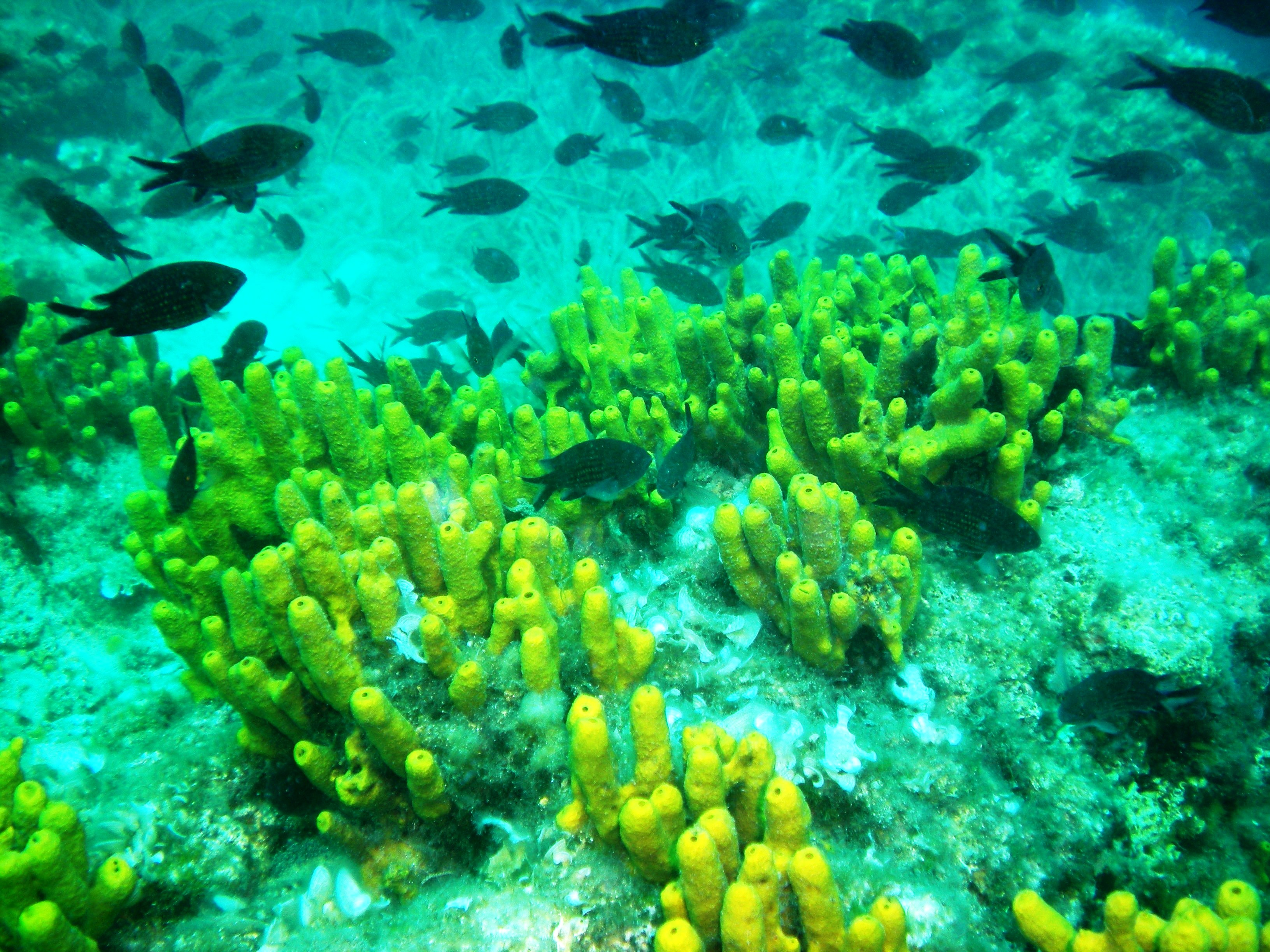

## Obsahové látky
Houba komínová obsahuje deriváty bromtyrosinu, aeroplysinin-1 a isofistularin-3, což jsou cytotoxické látky, které chrání houbu před dravými predátory a mají též antibiotické účinky. Tvoří až 10 % sušiny houby. Vzbudily proto zájem vědců jako možné nové protinádorové léky. Žlutá barva houby je způsobena pigmentem, uranidinem.

## Predátoři
Houba komínová je potravou mořského plže druhu Tylodina perversa. Je to potravní specialista, kterému toxiny v houbě neubližují, naopak má schopnost ukládat je ve vlastních tkáních, žluté zbarvení pláště plže je způsobeno uranidinem pocházejícím z houby.